# Kína–2
Kína–2 (kínaiul: 实践一号) kínai könnyű fizikai-műszaki tartalmú műholdsorozat tagja. A kínai űrkutatási programban 1980-ig háromfajta űrszonda, kettő hordozórakéta típus szerepelt.

## Küldetés
Tervezett feladat, világűr körülményei között tanulmányozni az űreszköz működését, a földi ellenőrző, követő rendszerekkel történő kapcsolatot.

## Jellemzői
Gyártotta és üzemeltette a Kínai Tudományos Akadémia Speciális Technológia (kínaiul: 中国 空间 技术 研究院) (CAST) csoportja.
Megnevezései: Kína–2; DFH–2; DFH Mao 2; Dong Fang Hong (DFH–2); PRC–2 (People's Republic of China); COSPAR: 1971-018A; Kódszáma: 5007.
1971. március 3-án Közép-Kínából a Csiucsüan Űrközpontról, a LA–2A jelű indítóállványról egy kétfokozatú könnyű CZ–1 hordozórakétával indították alacsony Föld körüli pályára (LEO = Low-Earth Orbit). Az orbitális egység pályája 106,2 perces, 69,9 fokos hajlásszögű, elliptikus pálya perigeuma 268 kilométer, az apogeuma 1830 kilométer volt.
Alakja gömb, átmérője 1 méter, tömege 221 kilogramm volt. Felülete tükröző lapocskákkal volt fedve, hogy a földi ellenőrző objektumok optikai és radar méréseket végezhessenek. Forgás-stabilizált űreszköz. Alapműszerei kozmikus sugárzás, a napszél, a mikrometeoritok, az interplanetáris anyag vizsgálatát biztosították. Műszerei, berendezései a későbbi programok alaptípusai voltak. Energia ellátását napelemek, éjszakai (földárnyék) energia ellátását kémia akkumulátorok biztosították. Hővédelme, telemetria rendszere zavartalanul működött. Aktív szolgálati idejét egy évre tervezték, de több mint 8 évet szolgált.
1979. június 11-én 3027 nap (8,29 év) után belépett a légkörbe és megsemmisült.